# Lex Luthor: Drop of Doom
Lex Luthor: Drop of Doom est une tour de chute située à Six Flags Magic Mountain à Valencia, en Californie. L'attraction est intégrée sur la structure du parcours de montagnes russes Superman: Escape from Krypton,. Elle a détenu le record du monde de hauteur du 7 juillet 2012 au 4 juillet 2014 et conserve aujourd'hui la deuxième place mondiale.

## Histoire
Le 25 août 2011, Six Flags Magic Mountain publie une vidéo qui fait allusion à l'arrivée éventuelle d'une nouvelle attraction en 2012. Le 1er septembre 2011, le parc annonce officiellement que cette nouvelle attraction sera une tour de chute construite par Intamin et qu'elle prendra place contre la structure des montagnes russes Superman: Escape from Krypton, construites en 1997,. 
Le 5 février 2012, Superman est fermé, pour permettre le début de la construction de DC SUPER HEROES: Drop of Doom. Le montage de la tour aura nécessité plusieurs mois et c'est pendant la deuxième semaine du mois de mai que l'assemblage de la tour fut terminé. Les nacelles furent installées le 30 mai permettant de débuter les tests le 22 juin 2012, deux semaines avant l'ouverture au public de l'attraction le 7 juillet 2012.

## L'attraction
Lex Luthor: Drop of Doom se compose de deux tours de chutes libres installées sur les flancs latéraux de la structure de Superman: Escape from Krypton. Les deux tours disposent chacune d'une seule nacelle de huit sièges de front. Chaque assise est équipée d'un harnais passant au dessus des épaules. Les nacelles sont hissées jusqu'au sommet de la tour en 95 secondes environ pour atteindre la hauteur de 120m. Une fois au sommet, les passagers peuvent entendre un message audio de Lex Luthor, un personnage fictif de l'univers DC Comics. Les nacelles sont ensuite lâchées en chute libre pendant 5 secondes, atteignant une vitesse maximale de 137 km/h,,. 
Lex Luthor: Drop of Doom était la plus haute tour de chute au monde au moment de son ouverture, prenant le titre détenu jusqu'alors par The Giant Drop situé à Dreamworld en Australie,. Son record a été battu le 4 juillet 2014, par Zumanjaro: Drop of Doom quand elle a ouvert à Six Flags Great Adventure avec 126m de haut.

## Galerie

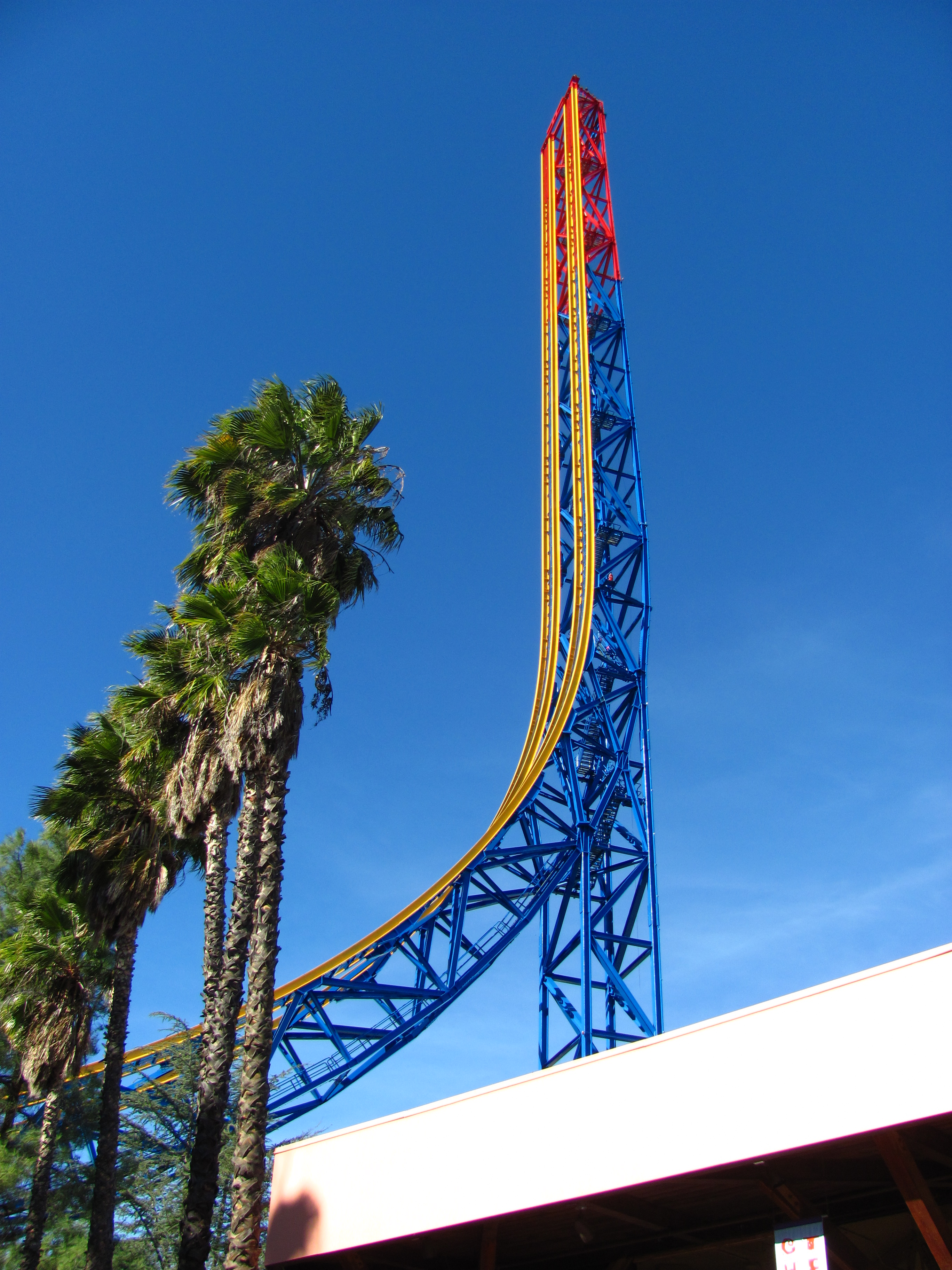
Superman: Escape from Krypton en 2011, avant l'installation de Lex Luthor: Drop of Doom
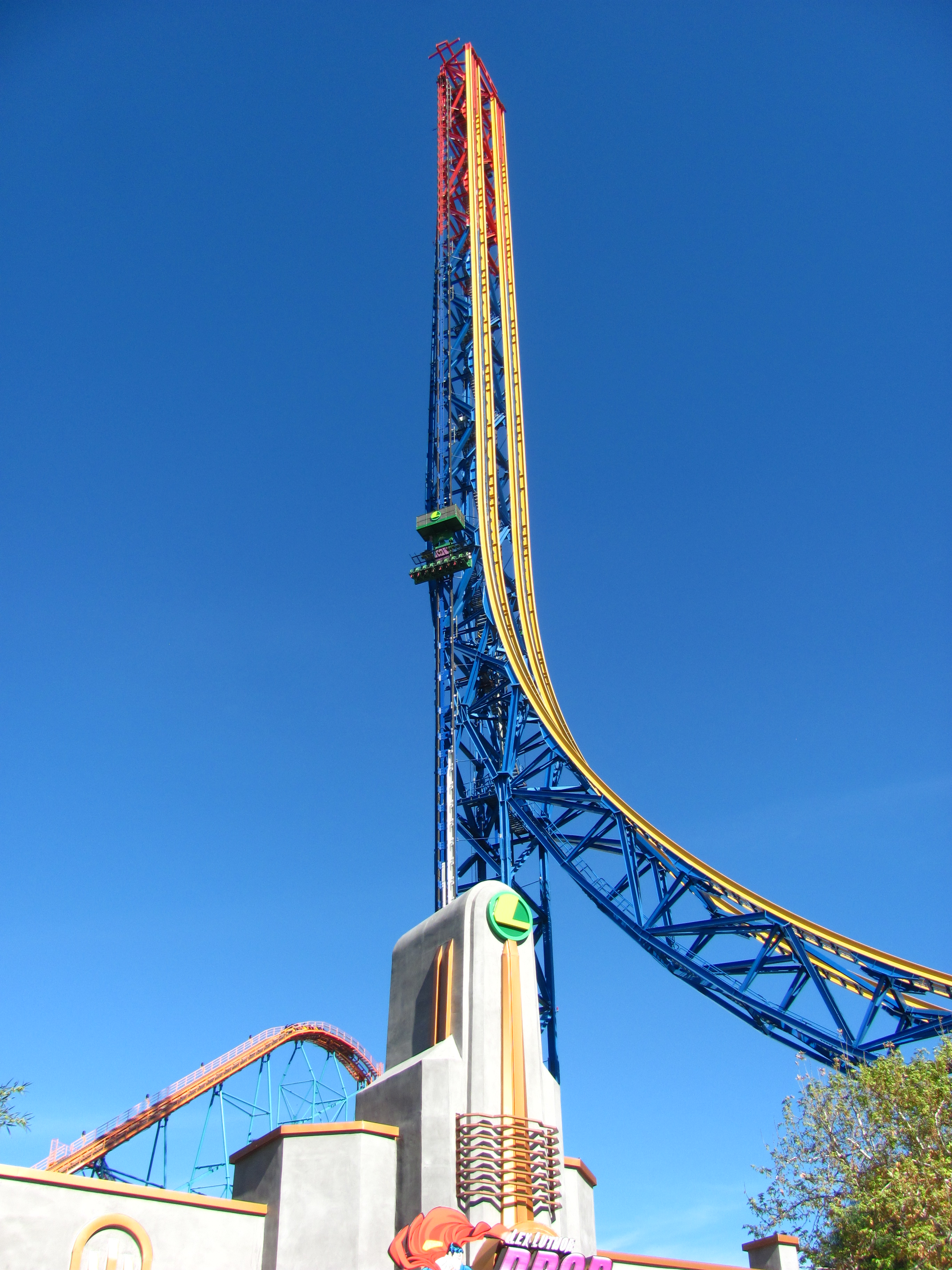
Superman: Escape from Krypton en 2014, après l'installation de Lex Luthor: Drop of Doom.
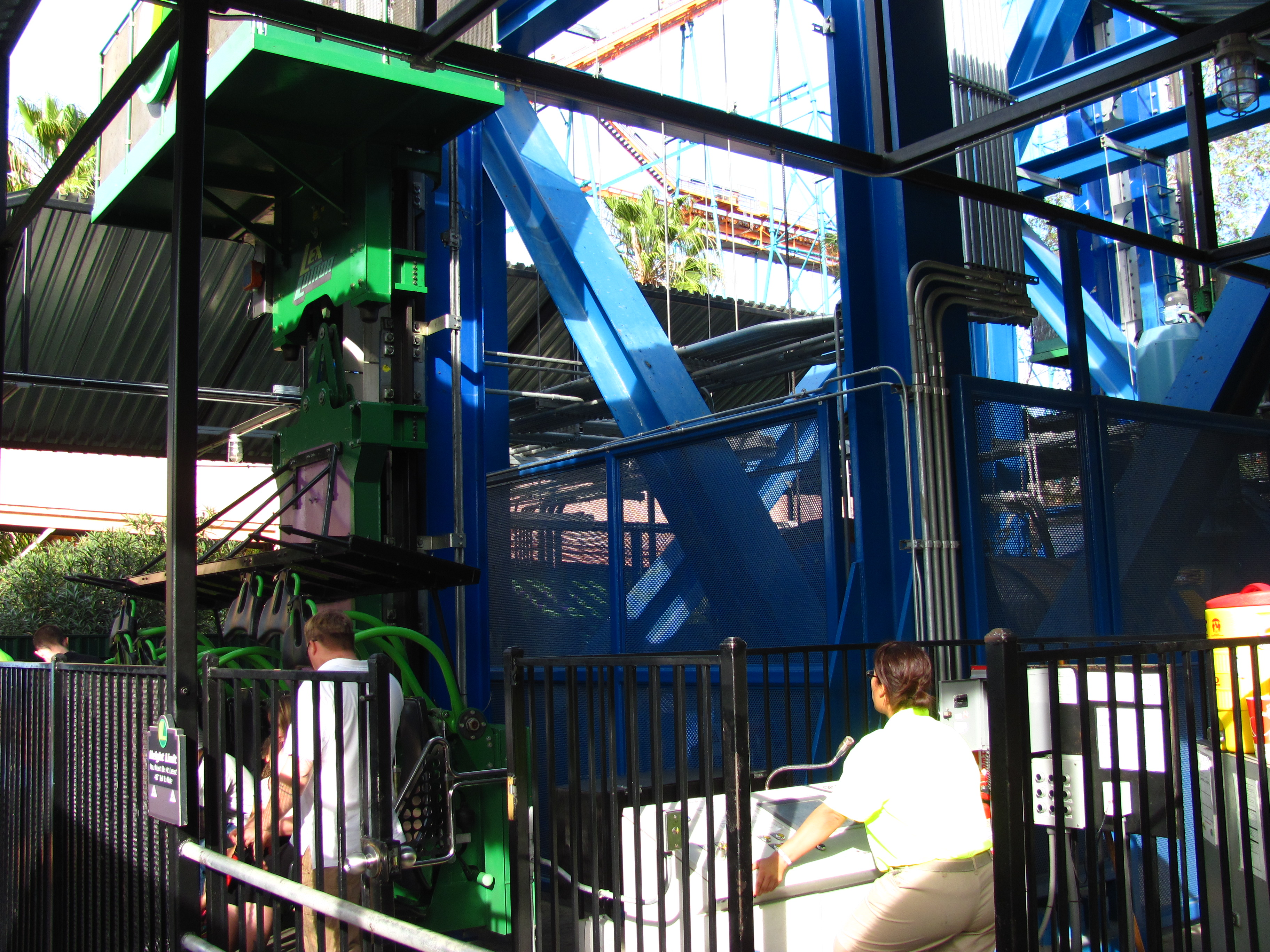
Quai de chargement et déchargement.
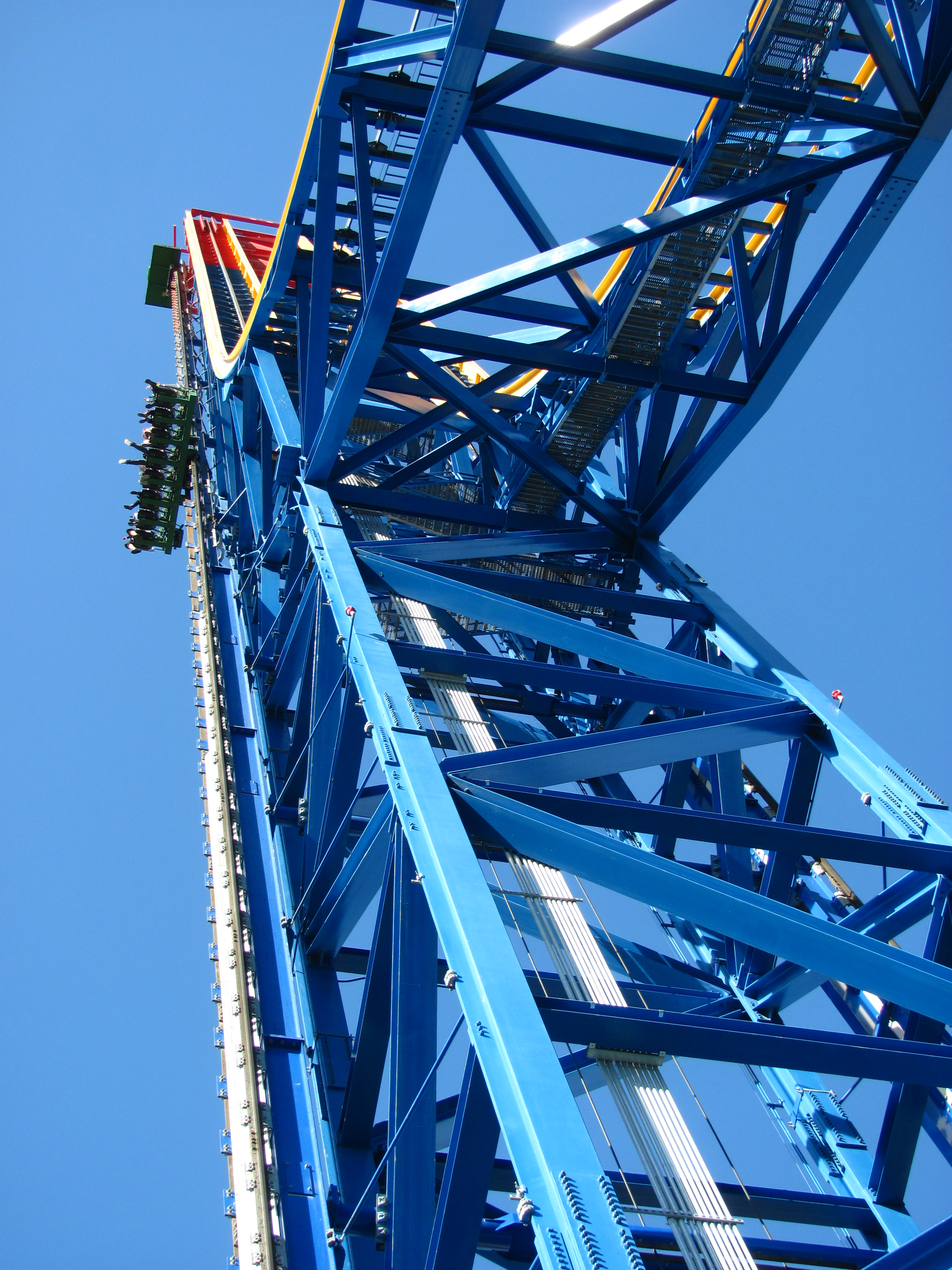
Lex Luthor: Drop of Doom au pied de la tour.
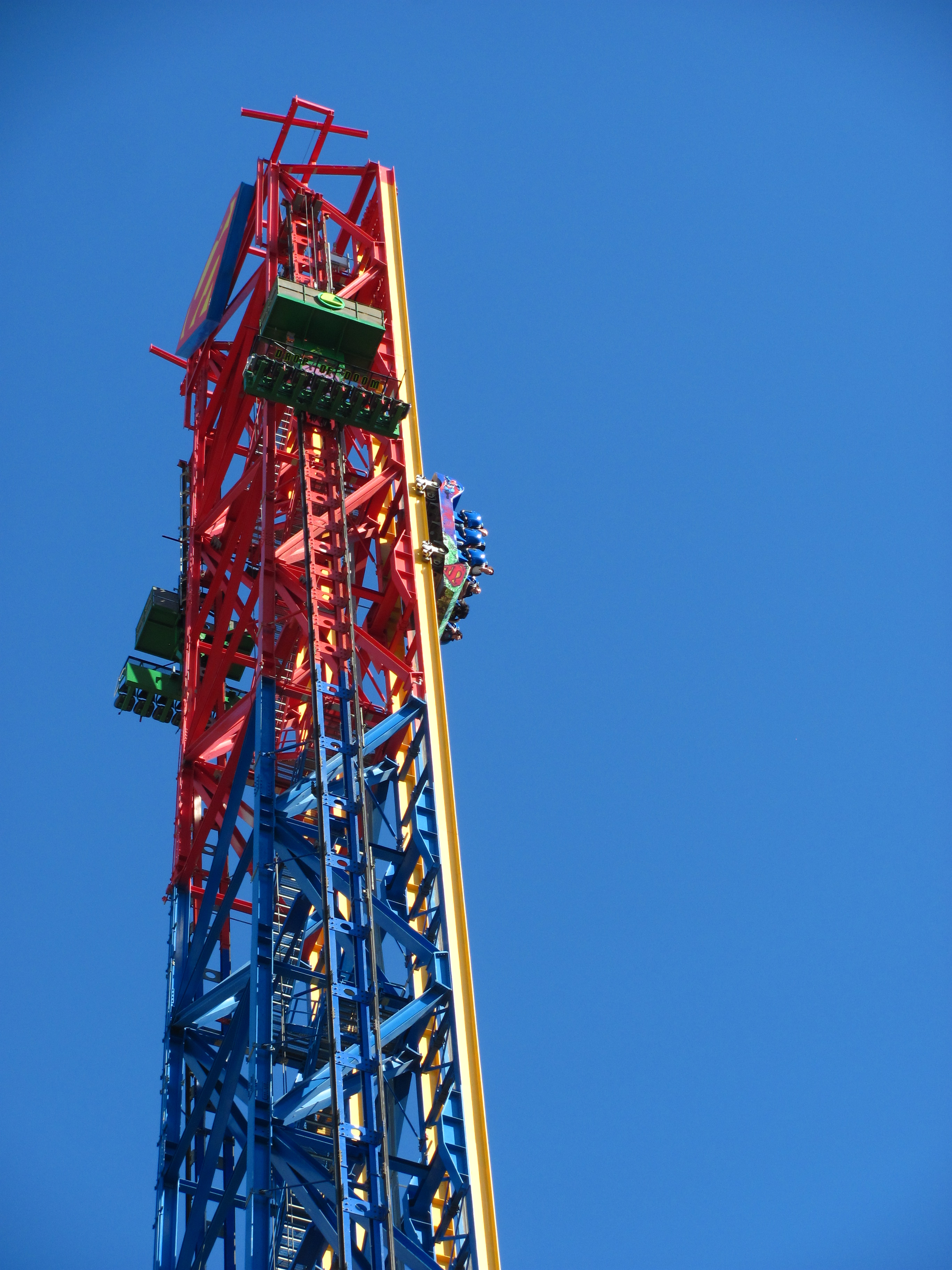
Nacelles de Lex Luthor: Drop of Doom et de Superman: Escape from Krypton simultanément au sommet.